# Gustav Adolph Schlöffel

Gustav Adolph Schlöffel, Karikatur 1848

Gustav Adolph Schlöffel (* 25. Juli 1828 in Landeshut, Niederschlesien; † 21. Juni 1849 nahe Waghäusel bei Karlsruhe) war ein Revolutionär während der Märzrevolution von 1848/1849.

## Leben
Gustav Adolph Schlöffel war der Sohn des republikanisch gesinnten Fabrikanten und Gutsbesitzers Friedrich Wilhelm Schlöffel (1800–1870) im niederschlesischen Hirschberg (Riesengebirge), später ein bekannter „Linker“ des Frankfurter Vorparlaments und Kriegskommissar des badisch-pfälzischen Aufstands.
Schlöffel besuchte zunächst in Breslau das Gymnasium. Im Jahr 1846 ging er zum Philosophie-Studium an die Universität Heidelberg und schloss sich dort 1846 dem geheimen „Neckarbund“, einer burschenschaftlichen Bewegung, an.
Kurz darauf kam er als junger Student nach Berlin und war während der Unruhen von 1848 Redakteur der Berliner Zeitschrift Der Volksfreund. In der Publikation, deren Name an den von Jean Paul Marat in der Französischen Revolution herausgegebenen L’Ami du Peuple erinnern soll, trat er für eine demokratische Verfassung und für die Rechte der Arbeiter ein. Er entwickelte sich schnell zum herausragenden Führer der jungen Arbeiterbewegung, so dass mancher Berliner ihn sogar als „die Seele vons Janze“ bezeichnete. Man beurteilte Schlöffel als begabt mit einer großen Offenheit, feurigen Worten und als weniger begabt in Volkswirtschaft.
Am 21. April 1848, einen Tag nach der Massendemonstration zum Berliner Stadtschloss, wurde Schlöffel als einer der Hauptorganisatoren verhaftet und am 10. Mai 1848 wegen „versuchten Aufruhrs“ zu einer sechsmonatigen Zuchthaushaft verurteilt, die er in der Zitadelle Magdeburg verbüßen musste. Gleichzeitig wurde ihm von der Heidelberger Universität das „akademische Bürgerrecht“ aufgekündigt. Die restlichen Ausgaben der Volksfreund-Ausgabe Nr. 5 wurden gemäß Befehl vernichtet.
Drei Wochen vor Ablauf seiner Haft floh er aus der Festung Magdeburg und beteiligte sich an der Reichsverfassungskampagne in Baden. Zu dieser Zeit hatte er auch Schriftwechsel mit Karl Marx. Bei einem Gefecht mit preußischen Soldaten am 21. Juni 1849 bei Waghäusel wurde Schlöffel von einer Kanonenkugel getötet.
Gustav Adolph Schlöffels letzte Ruhestätte befindet sich auf dem Heidelberger Bergfriedhof in der Abteilung R. Seine Grabstätte wird von einem behauenen Granitblock geschmückt, in den die Lebensdaten des jungen Revolutionärs eingeschlagen sind.
In Biel (Kanton Bern) ist er als einer der Mitherausgeber des Wochenblattes Die Revolution erwähnt.

## Und wieder 48 – der Film
Unter der Regie von Gustav von Wangenheim (1895–1975), der mit seiner Frau Inge auch das Drehbuch geschrieben hatte, wurde 1948 in Ost-Berlin bei der DEFA der historische Film Und wieder 48 produziert, der sich mit der Märzrevolution von 1848 auseinandersetzte. Wangenheim konzentriert sich in der Handlung auf die Geschichte des Barrikadenkämpfers Schlöffel und verbindet die Zeiten 1848 und 1948 miteinander, um eine „unvollendete“ Revolution abzuschließen. Der Film wurde mit großem Aufwand produziert, unter anderem wurde das Innere der Frankfurter Paulskirche im Atelier nachgebaut. Der Film blieb allerdings erfolglos.